# Museum für Naturkunde
Il Museum für Naturkunde (MfN) o Naturkundemuseum (nome ufficiale: Museum für Naturkunde – Leibniz-Institut für Evolutions- und Biodiversitätsforschung an der Humboldt-Universität zu Berlin) è un museo di storia naturale che si trova a Berlino, Germania e la cui amministrazione è legalmente costituita come fondazione. Il museo ospita oltre 30 milioni di esemplari di specie zoologiche, paleontologiche e mineralogiche, tra cui più di diecimila esemplari tipo. È famoso per due allestimenti ritenuti altamente spettacolari: il più grande scheletro di dinosauro montato del mondo, raffigurante il Giraffatitan brancai (alto 12,72 metri e lungo 22,25 metri) e un esemplare fossile ottimamente conservato di Archaeopteryx.
Fondato nel 1810, è il più grande museo di storia naturale in Germania. La sezione di mineralogia risale all'Accademia delle scienze prussiana del Settecento. I primi esemplari zoologici sono stati recuperati in alcune spedizioni scientifiche di fine Ottocento. Molti dei reperti paleontologici provengono dalla Tanzania. Le collezioni sono così grandi che solo 1 ogni 5000 esemplari è effettivamente esposto e ciò attrae ricercatori da tutto il mondo.
Si stima che il museo possieda campioni di oltre il 75% dei minerali presenti sulla Terra. Vi sono inoltre un grande frammento di meteorite raccolto e il più grande pezzo di ambra al mondo. Nel settore zoologico conserva reperti degli ormai estinti Quagga e Lupo della Tasmania e i resti del gorilla "Bobby", una celebrità del Zoologischer Garten Berlin fra gli anni '20 e '30.

## Storia
L'Ala Est, distrutta da un bombardamento durante la Seconda guerra mondiale, è stata ricostruita a partire dalla metà di novembre 2006 dopo dieci anni di pianificazione, per essere poi riaperta al pubblico nel settembre 2010.  

## Sale tematiche

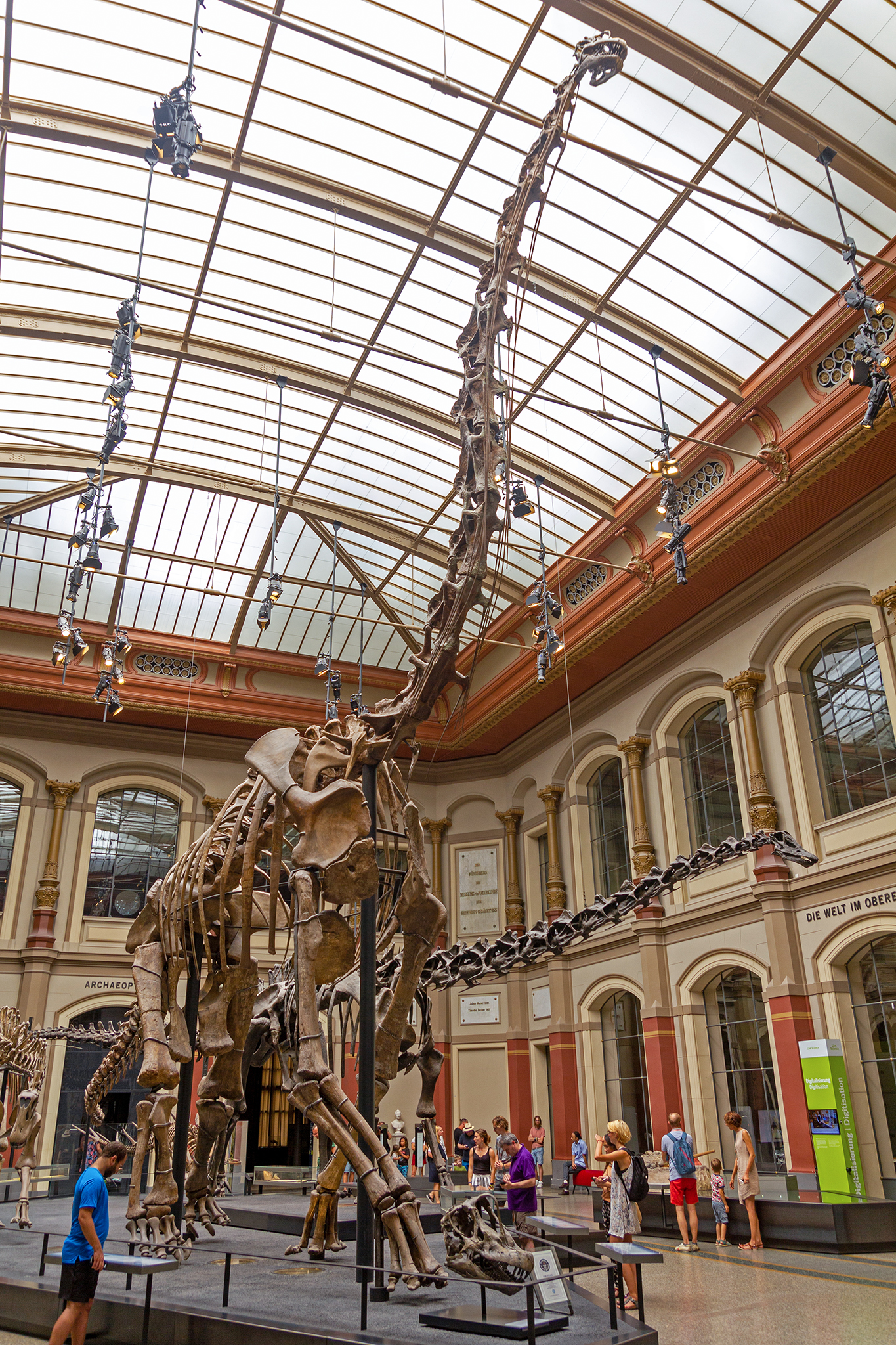
Scheletro di Giraffatitan brancai

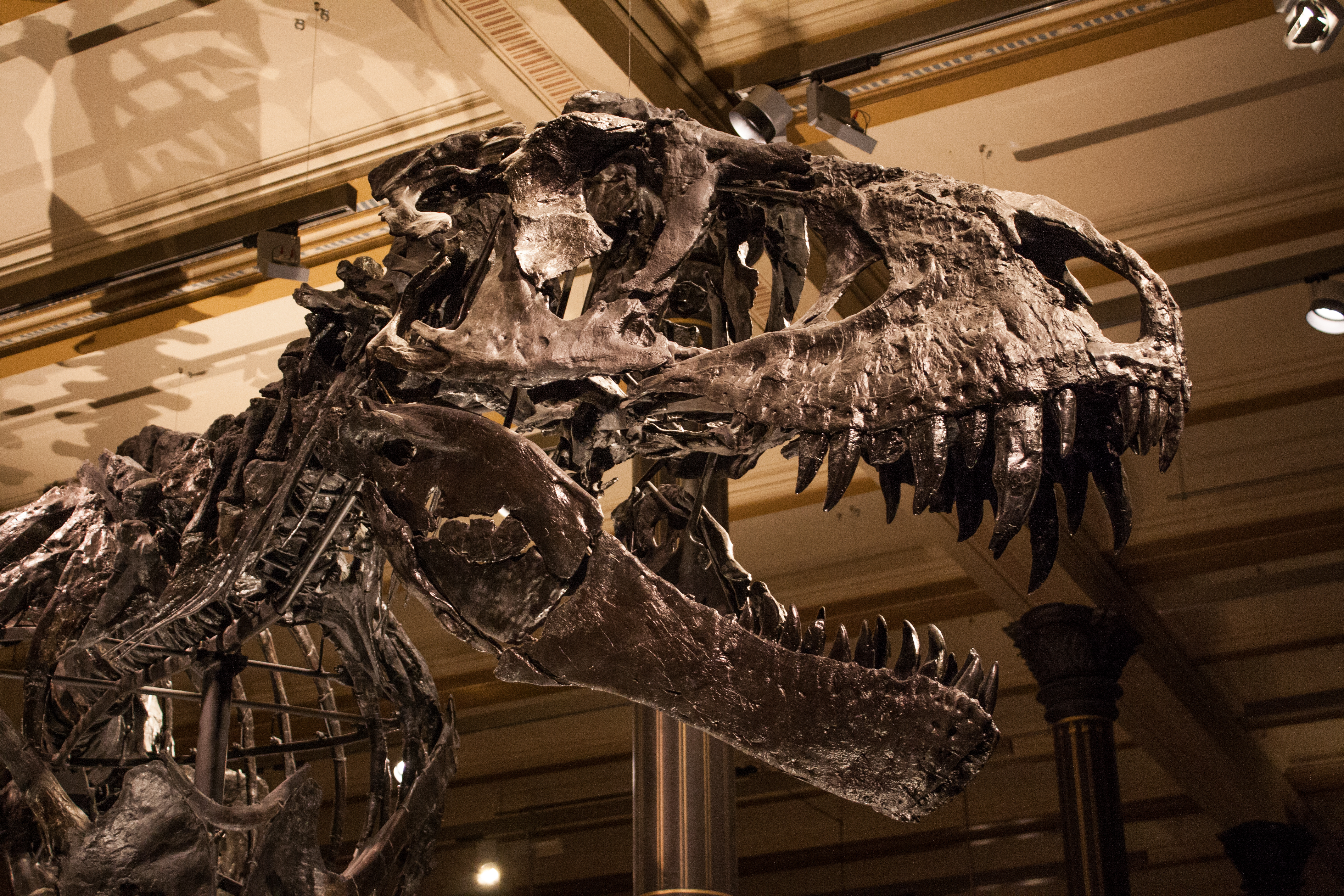
Scheletro di Tristan Otto

### Sala Saurierwelt
Il museo è conosciuto principalmente per uno scheletro in origine classificato come una specie di Brachiosaurus brancai, il Giraffatitan brancai, l'elemento centrale della mostra “Saurierwelt”. È stato ricomposto nel 1937 a partire da diversi scheletri parziali e completato da parti ricostruite. Nel 2005 è stato smontato e conservato, poi riassemblato nella primavera del 2007 secondo le ultime scoperte scientifiche.  Il dinosauro è un metro più alto di prima dato che sono state montate delle zampe anteriori più lunghe. Inoltre, siccome oggi è noto che il Brachiosaurus, come tutti gli altri dinosauri, non trascinava la coda ma la teneva alta, questa è stata ricostruita senza adagiarla a terra. 
Lo scheletro, finora uno degli esemplari della specie meglio conservati, è stato rinvenuto durante una spedizione tedesca in Tanzania. Il direttore del museo di allora, Wilhelm von Branca, aveva permesso di finanziare la spedizione. L'epiteto brancai è stato scelto in suo onore. 
Oltre al Giraffatitan, è possibile vedere altri sei dinosauri: il Dicraeosaurus, il Diplodocus, il Kentrosaurus, l’Allosaurus, il Dysalotosaurus e l’Elaphrosaurus.
Tra il 2015 e l’inizio del 2020, al museo è stato concesso in prestito anche Tristan Otto, il primo scheletro originale di tirannosauro a essere esposto in Europa. A partire dalla metà del 2021, i visitatori potranno rivedere Tristan Otto in occasione di una nuova mostra.

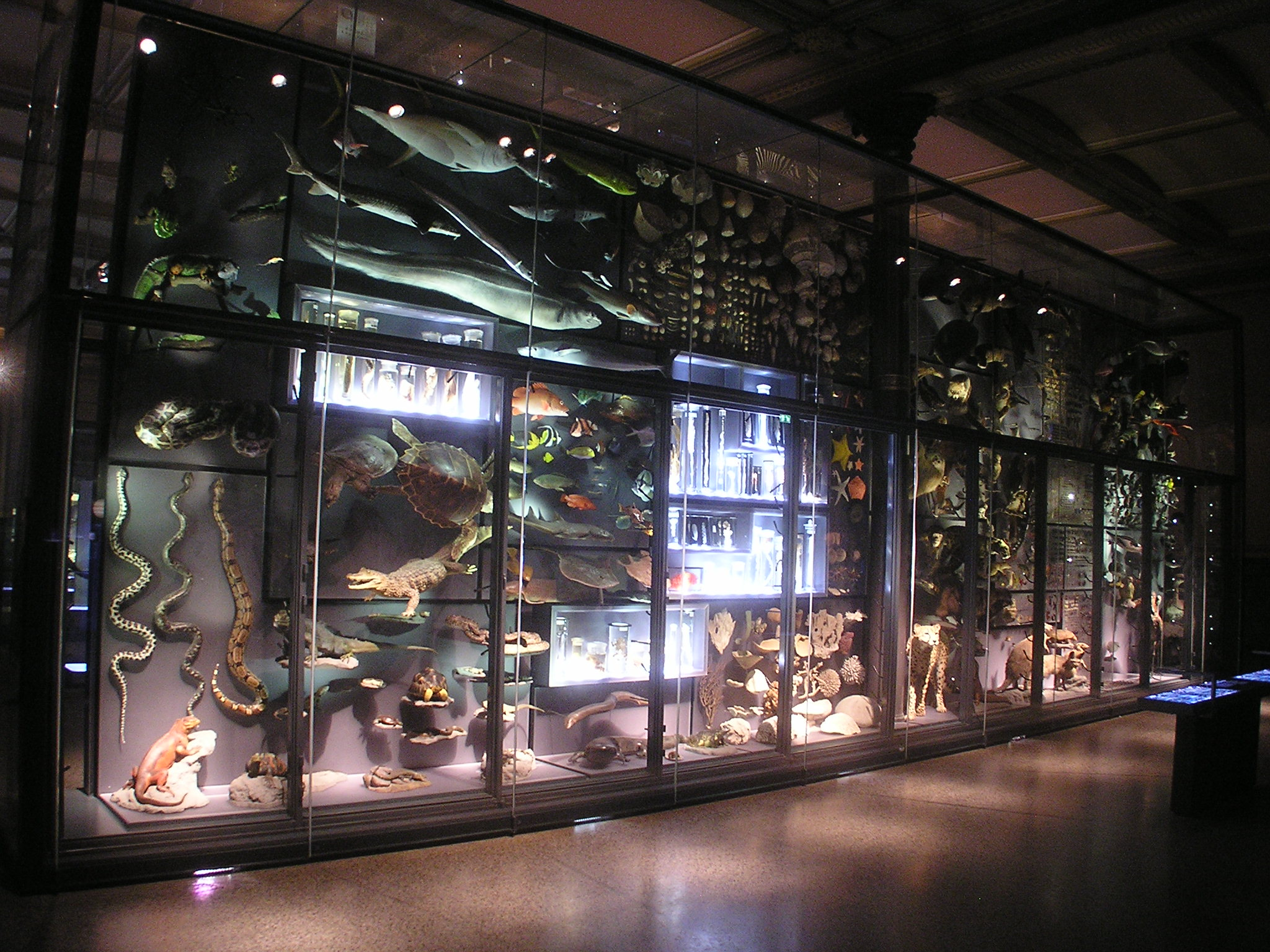
Il Muro della biodiversità

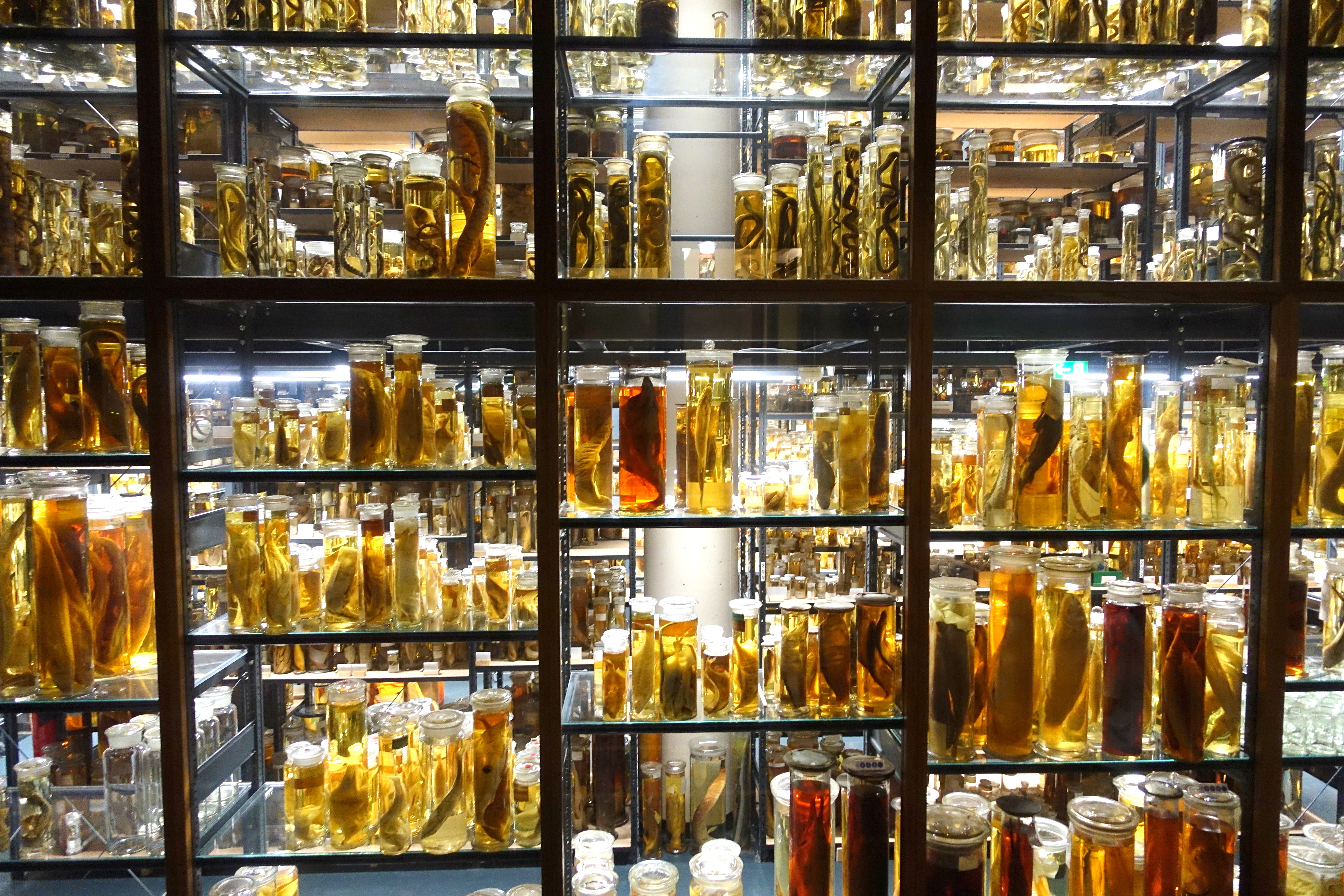
Specie conservate in soluzione idroalcolica

### Sala Evolution in Aktion
Nella sala Evolution in Aktion  una mostra presenta la varietà di forme di vita esistenti oggi (biodiversità). Ricorrendo a tremila esemplari di animali imbalsamati, il Muro della biodiversità , lungo dodici metri e alto quattro, dà un'idea della moltitudine di specie presenti sulla Terra.

### Altre sale
Il museo mostra inoltre: minerali, fossili, ungulati e specie autoctone, un archivio sonoro con i versi degli animali, reperti di meteoriti, zoologia e paleontologia, 80.000 preparati istologici, 130.000 uccelli (circa il 90 percento di tutte le specie del mondo) e 130.000 pesci conservati in soluzione idroalcolica .

## Attività di ricerca
Tra gli attuali temi di ricerca figurano la ricostruzione dell'evoluzione delle diverse specie animali, la ricerca sulla biodiversità negli habitat odierni, gli effetti del cambiamento ambientale sulla zoodiversità, la biogeografia, la paleoecologia, la formazione del sistema solare, l'impatto degli asteroidi sulla Terra e il loro effetto sulla crosta terrestre e sulla biosfera, studi scientifici, la ricerca educativa e sulla provenienza dei reperti. 

## Collegamenti
Il museo è raggiungibile dalla stazione di Naturkundemuseum.